# Réunionrupsvogel
De réunionrupsvogel (Lalage newtoni synoniem: Coracina newtoni) is een rupsvogel uit de orde van de Passeriformes (zangvogels) en de familie van de Campephagidae (rupsvogels). De vogel werd in 1866 door de Nederlandse natuuronderzoeker  François P.L. Pollen geldig beschreven. Het is een ernstig bedreigde, endemische vogelsoort op het eiland Réunion. 

## Kenmerken
De vogel is gemiddeld 22 cm lang, het is een bosvogel. Het mannetje is grijs, donkergrijs op de rug en lichter gekleurd op de borst en buik. De vogel is zwart op de kop waarbij het lijkt of hij een masker heeft. Het vrouwtje ziet er anders uit: zij is donkerbruin van boven en gestreept van onder met een witte oogstreep.

## Leefgebied
Oorspronkelijk was deze vogel een bewoner van primair laaglandbos. De vogel komt alleen nog voor in een 38 km² groot natuurreservaat (Roche Écrite) dat tussen de 1000 en 1800 m boven de zeespiegel ligt. Daar is nog natuurlijk, dicht, subtropisch oerbos te vinden afgewisseld met heide.

## Status
Een speciaal beschermingsprogramma is ingesteld om uitsterven te voorkomen. Recreatie en jacht worden streng gereguleerd en verwilderde honden en katten worden uit het leefgebied weggehouden. Het resultaat van deze maatregelen is echter nog onzeker. In 2004 had de vogel nog de status "bedreigd" maar inmiddels staat de réunionrupsvogel als "kritiek" (ernstig bedreigd) op de Rode Lijst van de IUCN. In 2013 werd de populatie geschat op 33 broedparen.